# Diablo (computerspel)
Diablo is een rollenspel ontworpen door Blizzard North, een onderdeel van Blizzard Entertainment. Het spel is de eerste in de Diablo-serie.
Als gevolg van de populariteit verscheen er al snel een uitbreidingspakket getiteld Diablo: Hellfire, gevolgd door een sequel getiteld Diablo II.

## Verhaal
Het verhaal van Diablo is gebaseerd op de voorspelling van een oorlog tussen hemel en hel. Het spel draait om het verslaan van de demon Diablo.
Diablo is een enorm sterke demon die bekendstaat als “The Lord of Terror”. Hij werd ooit opgesloten in een zogenaamde “Soulstone”, die vervolgens werd begraven onder Tristram. In de loop der eeuwen is de kracht van de Soulstone verzwakt waardoor Diablo ontwaakte. Telepathisch verandert hij een mens, de aartsbisschop Lazarus, in zijn dienaar. Om uit de Soulstone te ontsnappen moet Diablo een menselijk lichaam hebben dat hij kan overnemen. Eerst probeert hij dit met Koning Leoric, de lokale leider. Dit mislukt echter. Daarom laat hij Lazerus de zoon van de koning, Prince Albrecht ontvoeren zodat Diablo hem kan overnemen.
Uiteindelijk komt de speler uit in Diablo’s schuilplaats en moet hem doden. Op het moment dat Diablo de Soulstone verlaat worden de grenzen tussen de verschillende werelden geopend en een deel van de hel vestigt zich in de kerkers onder Tristram.
Ondanks dat hij nu vrij is bezit Diablo nog maar een deel van de kracht die hij vroeger had. Daarom roept hij honderden demonen op om hem te helpen. Terwijl zijn demonenleger Tristram aanvalt, bereidt Diablo zich voor om als hij weer op krachten is zijn broers Baal en Mephisto te bevrijden.
Dan arriveert er een eenzame reiziger in Tristram.

## Overzicht
In dit hack and slash-spel neemt de speler de rol van de reiziger aan. Zijn opdracht is de vele demonen opgeroepen door Diablo te verslaan in een zestien verdiepingen tellende kerker onder de kleine stad Tristram. Het laatste gevecht is met Diablo zelf.
Diablo is beïnvloed door de computerspellen Moria en Angband.
In singleplayer-mode bevat het spel drie kernmissies, maar daar komen al snel extra opdrachten bij. Vanwege de willekeurig samengestelde levels, waarin zelfs de monsters die de speler tegenkomt elke keer anders zijn, zijn de extra opdrachten altijd anders.
Diablo is de pionier op het gebied van dit systeem.

## Klassen
Er zijn drie klassen in Diablo: de krijger (Warrior), de schurk (Rogue) en de magiër (Sorcerer). Elk van deze drie personages heeft zijn of haar eigen vaardigheden en zwakheden. Zo beschikt de krijger over enorme kracht, de schurk heeft een hoge handigheid en de magiër is gespecialiseerd in magie.

### Verschillen tussen de klassen
In tegenstelling tot latere Diablo-spellen verschillen de klassen in dit spel nog niet zo sterk van elkaar. Een krijger kan dezelfde spreuken gebruiken als de magiër, terwijl de magiër ook een bijl kan hanteren. Alle drie de klassen hebben dezelfde hoeveelheid ervaring nodig om in levelwaarde te stijgen. Ook zijn er geen klassengebonden vereisten voor de voorwerpen en spreuken.
Wel verschillend is het hoogste level dat een personage kan halen. Dit verschilt per personage. Ook de hoeveelheid “Life” en “Mana” die een personage per gestegen level verkrijgt is verschillend. Om die reden kan alleen de magiër de sterkste spreuken leren. De krijger en de schurk gebruiken magie alleen als hulpmiddel, niet als primair wapen.
Daar staat tegenover dat alleen de krijger in staat is genoeg kracht te verkrijgen om zware bepantsering en wapens met zich mee te dragen en alleen de schurk is handig genoeg om de sterkste boog te gebruiken. De krijger is het meest effectief in directe confrontaties met de vijand.

### Krijger
De krijger (in het spel “Warrior” genoemd) is een sterke vechter, meester van wapens en hij kan meer schade incasseren dan de andere klassen. Op zoek naar macht en fortuin komen krijgers elke dag naar Tristram om de demonen in de ondergrondse kerkers uit te dagen. Ze behoren niet specifiek tot een clan of groep en variëren van de barbaren uit de noordelijke hooglanden tot de nobele paladijnen (paladins).

### Dief
Engelse naam: Rogue. De dieven zijn de beste boogschutters van deze wereld en daarom is de dief een meester in het doden van vijanden vanaf een afstand. Ze kunnen over een hoger level magie beschikken dan krijgers en zijn daardoor beter in staat tot het gebruik van magie. De dieven komen vanuit het verre oosten naar Tristram om hun vaardigheden uit te testen op de demonen in de kerkers, en omdat er in die kerkers enorme rijkdommen zouden liggen. Dieven zijn ook in staat valstrikken op te sporen en te ontmantelen.

### Magiër
Engelse naam: Sorcerer. Magiërs zijn meesters in bovennatuurlijke krachten en kunnen het hoogste magische level bereiken dat er is. Om die reden hebben magiërs niet echt wapens nodig aangezien ze magie als hun primaire wapen kunnen gebruiken. Magiërs zijn afkomstig van de Vizjerei mage clan en zijn naar Tristram gekomen om kennis over demonen te verkrijgen en lang verloren tombes met magische kennis op te sporen.

## Personageattributen
Er zijn vier attributen in Diablo die bepalen hoe sterk een personage is en waar hij/zij toe in staat is.
- Strength (kracht): bepaalt de hoeveelheid schade die een personage kan toebrengen in gevechten.
- Magic (magie): bepaalt hoeveel mana een personage heeft en hoe groot de kans is dat een spreuk zijn doel raakt.
- Dexterity (handigheid): bepaalt hoe groot de kans is dat een personage een vijand raakt, en de kans dat hij zelf geraakt wordt. Vergroot ook de schade toegebracht door langeafstandsaanvallen.
- Vitality (gezondheid): bepaalt hoeveel schade een personage nog kan weerstaan.

## Voorwerpen
Voorwerpen kunnen worden gekocht bij verkopers, worden achtergelaten door verslagen monsters en kunnen in het doolhof zelf worden ontdekt in kisten of vaten. Er zijn verschillende soorten voorwerpen:

### Eetbaar
Deze voorwerpen kunnen maar één keer gebruikt worden.
- Potions (drankjes). Er bestaan verschillende soorten drankjes in Diablo. Herstellende (rood), Mana (blauw) en Rejuvenation (geel).
- Scrolls (boekrol). Deze boekrollen kunnen worden gebruikt om eenmalig, zonder gebruik van mana een spreuk te gebruiken.
- Elixirs (elixirs). Er bestaan elixirs voor elk soort attribuut die een personage kan hebben. Drinken van het elixer verhoogt dat attribuut met 1.
- Spellbooks (spreukenboek): Stelt een personage in staat eenmalig een spreuk te gebruiken. Indien het personage die spreuk zelf ook al kent, verhoogt het boek het level van die spreuk met 1.

### Equipment
Wapens, schilden, helmen, pantser, amuletten en ringen zijn allemaal basis equipment-voorwerpen. Elk personage kan een equipment gebruiken, zolang ze aan de voorwaarden voldoen.

### Goud
Goud is noodzakelijk om goederen te kopen.

## Ontvangst
| Beoordeeld door                | Platform    | Datum           | Score |
| ------------------------------ | ----------- | --------------- | ----- |
| High Score                     | Windows     | maart 1997      | 100%  |
| Adrenaline Vault, The (AVault) | Windows     | 16 oktober 2002 | 100%  |
| Just Adventure                 | Windows     | 2 januari 2003  | 100%  |
| Privat Computer PC             | PlayStation | 1996            | 94%   |
| Gamesmania                     | Windows     | 1997            | 90%   |
| Macworld                       | Macintosh   | december 1998   | 90%   |
| Super Play                     | PlayStation | april 1998      | 87%   |
| IGN                            | PlayStation | 27 maart 1998   | 75%   |
| NowGamer                       | PlayStation | 1 april 1998    | 74%   |
| Legendra                       | Windows     | 27 juli 2003    | 70%   |

## Trivia
- Het spel is opgenomen in het boek 1001 Video Games You Must Play Before You Die van Tony Mott.